# Cássia (ort)
Cássia är en ort i Brasilien.   Den ligger i kommunen Cássia och delstaten Minas Gerais, i den sydöstra delen av landet, 500 km söder om huvudstaden Brasília. Cássia ligger 740 meter över havet och antalet invånare är 14 391.
Terrängen runt Cássia är platt söderut, men norrut är den kuperad.
Omgivningarna runt Cássia är huvudsakligen savann. Runt Cássia är det ganska glesbefolkat, med 40 invånare per kvadratkilometer.